# Matthew Modine
Matthew Avery Modine (Loma Linda, 22 maart 1959) is een Amerikaans acteur. Hij won in 1994 een Golden Globe samen met alle acteurs van de film Short Cuts. Individueel werd hij voor deze prijs genomineerd voor de televisiefilms And the Band Played On (in 1994) en What the Deaf Man Heard (in 1998). Modine speelde op het witte doek hoofdrollen in onder meer Full Metal Jacket, Pacific Heights en The Real Blonde.
Modine maakte in 1983 zijn filmdebuut met een bescheiden rolletje als Steve in de romantische komedie Baby It's You. Sindsdien groeide hij uit tot een acteur met meer dan veertig rollen in bioscoopfilms achter zijn naam, waarvan verschillende die van een hoofdpersonage. Zo speelde Modine in Stanley Kubricks anti-oorlogsfilm Full Metal Jacket als soldaat/oorlogscorrespondent Private Joker, het centrale personage waarlangs het gehele verhaal zich aan de kijker onttrekt.
Modine trouwde in 1980 met Caridad Rivera, ze kregen samen twee kinderen waaronder actrice Ruby Modine.

## Filmografie
*Exclusief 10+ televisiefilms
| - Oppenheimer (2023) - Miss Virginia (2019) - Foster Boy (2019) - Backtrace (2018) - An Actor Prepares (2018) - Speed Kills (2018) - Sicario: Day of the Soldado (2018) - 47 Meters Down (2017) - The Hippopotamus (2017) - Come diventare grandi nonostante i genitori (2016) - Stars in Shorts: No Ordinary Love (2016) - Army of One (2016) - Revengeance (2016) - The Confirmation (2016) - The Heyday of the Insensitive Bastards (2015) - Altar (2014) - Family Weekend (2013) - jOBS (2013) - The Dark Knight Rises (2012) - Girl in Progress (2012) - Arrugas (2011, stem Engelstalige versie) - Une vie de chat (2010, stem Engelstalige versie) - The Trail (2010) - Little Fish, Strange Pond (2009) - The Garden of Eden (2008) - Mia et le Migou (2008, stem Engelstalige versie) - The Neighbor (2007) - Go Go Tales (2007) - Have Dreams, Will Travel (2007) - Kettle of Fish (2006) - Mary (2005) - Transporter 2 (2005) - Opa! (2005) - Funky Monkey (2004) | - Le divorce (2003) - Hollywood North (2003) - The Shipment (2001) - In the Shadows (2001) - Nobody's Baby (2001) - Very Mean Men (2000) - Any Given Sunday (1999) - If... Dog... Rabbit... (1999) - Notting Hill (1999) - The Real Blonde (1997) - The Maker (1997) - The Blackout (1997) - Cutthroat Island (1995) - Fluke (1995) - Bye Bye Love (1995) - The Browning Version (1994) - Short Cuts (1993) - Equinox (1992) - Wind (1992) - Pacific Heights (1990) - Memphis Belle (1990) - Gross Anatomy (1989) - Married to the Mob (1988) - La partita (1988, aka The Gamble) - Orphans (1987) - Full Metal Jacket (1987) - Vision Quest (1985) - Mrs. Soffel (1984) - Birdy (1984) - The Hotel New Hampshire (1984) - Streamers (1983) - Private School (1983) - Baby It's You (1983) |

## Televisieseries
*Exclusief eenmalige gastrollen
- Sanctuary – Dr. Fisher (6 afleveringen, 2019)
- Idiotsitter – Dr. J. Lowe (3 afleveringen, 2017)
- Stranger Things – Dr. Martin Brenner (18 afleveringen, 2016–2022)
- Proof – Ivan Turing (10 afleveringen, 2015)
- Weeds – Sullivan Groff (12 afleveringen, 2007)
- The Bedford Diaries – Professor Jake Macklin (8 afleveringen, 2006)